# 아이작 바셰비스 싱어
아이작 바셰비스 싱어(영어: Isaac Bashevis Singer, 이디시어: יצחק באַשעװיס זינגער 이츠호크 바셰비스 징게르, 1902년 11월 21일 ~ 1991년 7월 24일)는 폴란드 태생 미국의 유대계 소설가로, 이디시어 문학을 대표하는 인물 가운데 하나로 손꼽힌다.
그는 1935년 나치 독일의 유대인 박해를 피하기 위해 미국으로 망명했으며 뉴욕에 머무르는 동안 이디시어로 된 유대인 일간지 《데일리 포워드(Daily Forward)》의 기자로 근무했다. 그는 1943년에 미국 시민권을 취득했으며 주로 단편 소설가로 활동했다. 그는 1978년에 노벨 문학상을 수상했다.